# Neuvecelle
Neuvecelle é uma comuna francesa na região administrativa de Auvérnia-Ródano-Alpes, no departamento da Alta Saboia. Estende-se por uma área de 4 km². Em 2010 a comuna tinha 3 170 habitantes (densidade: 792,5 hab./km²).